# Emerson Moisés Costa
Emerson Moisés Costa (Rio de Janeiro, 12 d'abril de 1972) és un futbolista brasiler.

## Trajectòria
Va iniciar la seua carrera al Flamengo, per marxar prompte al 
Coritiba. El 1991 creua l'Atlàntic i fitxa pel Belenenses portugués. El seu bon joc atrau a l'entrenador del FC Porto, en Bobby Robson. Amb els dragoes, Emerson guanyaria diversos títols i jugaria en Europa.
El 1996 fitxa pel Middlesbrough F.C. de la Premier League anglesa. I any i mig després, el gener de 1998 recala al CD Tenerife. Allà va ser titular els dos anys i mig que hi va estar, tant en Primera com en Segona Divisió. A la lliga espanyola també va militar al Deportivo de La Corunya i a l'Atlètic de Madrid, on no va gaudir de tants partits.
Deixa la competició espanyola el 2003 per jugar amb els Rangers FC escocés (va ser el primer brasiler a jugar en aquest equip). Brasil, Grècia, Xipre i de nou Brasil han estat les seues següents destinacions.

## Títols
- Lliga portuguesa: 1995, 1996
- Supercopa portuguesa: 1996
- Copa del Rei: 2002